# قريضة متوسطية
القريضة المتوسطية أو قريضة مونبيلييه نوع نباتي يتبع جنس القريضة من الفصيلة القريضية (باللاتينية: Cistaceae).

## الموئل والانتشار
موطن هذا النبات المناطق المتوسطية من جنوب أوروبا والمغرب العربي.